# Louis Pierson

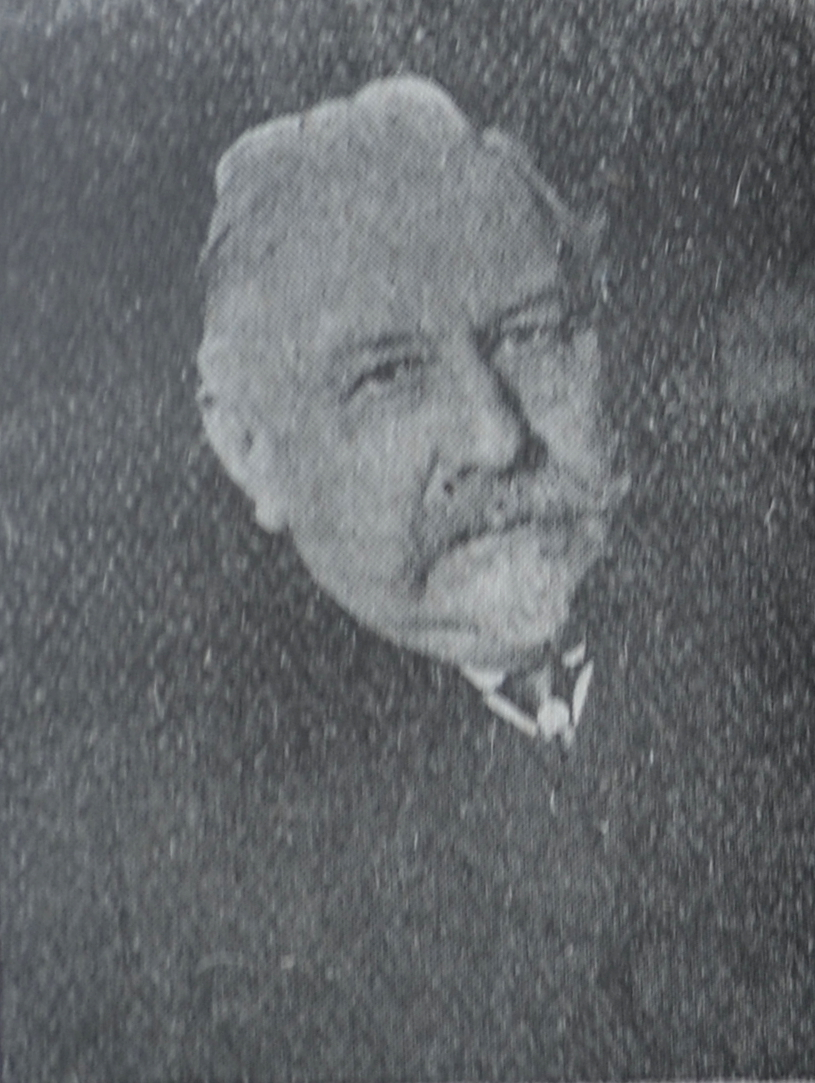
Louis Pierson, 1911

Louis Pierson (* 11. Februar 1846 in Ennery; † 30. November 1934 in Hampont) war Gutsbesitzer und Mitglied des Deutschen Reichstags.

## Leben
Pierson besuchte das College St. Joseph und war danach Gutsbesitzer und auch Bürgermeister in Ay.
Von 1882 bis 1898 war er Mitglied des Elsass-Lothringischen Landtags und von 1896 bis 1903 Deutschen Reichstags für den Wahlkreis Elsaß-Lothringen 14 (Metz).
Bei den Landtagswahlen 1911 wurde er im Wahlkreis Gorze-Verny-Pange in den Landtag des Reichslandes Elsaß-Lothringen gewählt. Von den 5.561 abgegebenen Stimmen entfielen 4.114 Stimmen oder 74,6 % auf ihn.